# Šleski jezik
Šleski jezik (gornjošleski; šleski: ślōnskŏ gŏdka, ślůnsko godka (šleski izgovor: [ˈɕlonskɔ 'gɔtka]); ISO 639-3: szl), zapadnoslavenski jezik kojim govori 509 000 ljudi (popis 2011.) na području Šleske u Poljskoj. Etnička grupa zove se Šlezi, koji sami sebe nazivaju Ślůnzoki (Ślązacy na poljskom), koja je kroz povijest bila izložena polonizaciji i germanizaciji.
U upotrebi je i poljski [pol]. Ne smije se brkati s donjošleskim [sli] koji pripada u srednjonjemačke jezike

## Vanjske poveznice
- The Szlonzoks and their Language[neaktivna poveznica]